# Ліґувко
Ліґувко (пол. Ligówko) — село в Польщі, у гміні Мохово Серпецького повіту Мазовецького воєводства.
Населення — 136 осіб (2011).
У 1975-1998 роках село належало до Плоцького воєводства.

## Демографія
Демографічна структура станом на 31 березня 2011 року:
|          | Загалом | Допрацездатний вік | Працездатний вік | Постпрацездатний вік |
| -------- | ------- | ------------------ | ---------------- | -------------------- |
| Чоловіки | 67      | 17                 | 44               | 6                    |
| Жінки    | 69      | 18                 | 39               | 12                   |
| Разом    | 136     | 35                 | 83               | 18                   |